# (2406) Орельская
(2406) Орельская (лат. Orelskaya) — типичный астероид главного пояса, который был обнаружен 20 августа 1966 года астрономами Крымской астрофизической обсерваторией и назван в честь сотрудницы «Института теоретической астрономии» Варвары Ивановны Орельской.

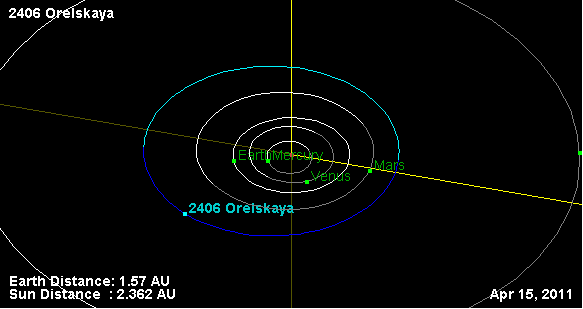
Орбита астероида Орельская и его положение в Солнечной системе